# رودريغو رومان
رودريغو رومان (بالإسبانية: Rodrigo Nicolo Roman)‏ هو لاعب كرة قدم ومدرب كرة قدم باراغواياني في مركز الدفاع، ولد في 20 يونيو 1986 في أسونسيون في باراغواي. لعب مع سيرو بورتينيو.